# Canal Q
O Canal Q (ou simplesmente Q) é um canal por cabo português, detido pela produtora Produções Fictícias. O canal opera desde 29 de março de 2010. O Canal Q distribui programas exclusivos, incluindo séries originais como Filho da Mãe” e Felizes para sempre, talk-shows como “Inferno” e “Esquadrão do Amor”, séries estrangeiras como Wat Als? (Holanda) e Derek (Reino Unido) e ocasionalmente, emissões especiais de stand-up ou cerimónias de troféus. Baseado Numa História Verídica foi o primeiro programa do Canal Q a ser nomeado para uma cerimónia de premiação de televisão (os Troféus Tv7Dias). 
Durante vários anos - e desde o início -, o humor assumiu um lugar de destque no Canal Q. Porém, na primeira metade da década de 2020, o canal das Produções Fictícias passou a concentrar-se essencialmente em magazines.
Para além de Portugal, o canal está presente em Mónaco, Andorra, França, Suíça e Luxemburgo.

## História
A fevereiro de 2010, o Conselho Regulador da Entidade Reguladora para a Comunicação Social (ERC) autorizou a emissão linear do serviço de programas televisivo do Q, a emitir entre as 21h45m e 00h. O Canal Q começou com uma grelha de programas temáticos com o objetivo de difundir os conteúdos produzidos pela empresa Produções Fictícias, S.A., como talk shows, magazines, debates, entrevistas e programas de humor em língua portuguesa. A primeira emissão deu-se a 29 de março desse ano, com distribuição exclusiva pela Meo (operadora da então Portugal Telecom), numa parceria que envolveu a tecnologia da PT Inovação, para o desenvolvimento do video-on-demand.
O canal, desde a sua fundação, apostou na interatividade com o espetador, dando a oportunidade de o público comunicar com os criadores quase em tempo real através da disponibilização de todos os conteúdos transmitidos online, nas redes sociais do canal. Para além disto, o canal também disponibilizou a gravação on-demand.
O diretor das Produções Fictícias, Nuno Artur Silva, acumulou o cargo de diretor-geral do Canal Q.
Após um balanço dos primeiros seis meses de atividade do Canal Q, a 29 de setembro de 2010, o canal começou a emitir 15 horas de programação por dia, duplicando o número de programas na sua grelha, de 15 para 30.
A março de 2014, a propósito da comemoração de quatro anos de emissões, o Canal Q estreou um novo design gráfico de logótipo e publicidade. O trabalho de mudança de imagem ficou a cargo do designer e diretor de arte Sílvio Teixeira.
Com a nomeação de Nuno Artur Silva, a janeiro de 2015, pelo Conselho Geral Independente da RTP, para ocupar o lugar de administrador com a responsabilidade da área dos conteúdos da RTP, Gonçalo Félix da Costa assumiu o cargo de administrador no lugar da direção das Produções Fictícias e do Canal Q.

### Direção atual
Depois da saída de Gonçalo Félix da Costa, a até então diretora de produção, Diana Coelho, foi a escolhida para assumir o cargo de diretora-geral. A direção fica composta por mais quatro elementos de diferentes áreas: André Caldeira como diretor técnico, Gonçalo Fonseca como diretor comercial e de comunicação, Susana Romana como diretora criativa e Michelle Adrião como diretora financeira.

### Disponibilidade por cabo
A 4 de março de 2013, a operadora de TV por subscrição Zon (atualmente NOS), passou a distribuir também o Canal Q, na posição 15. O canal já era distribuido pela MEO, na mesma posição.
A partir de 10 de abril do mesmo ano, o canal começou a integrar a oferta da TV Cabo angolana. A entrada no mercado angolano foi a primeira incursão do Canal Q no estrangeiro.
A partir de 4 de fevereiro de 2016, a operadora Vodafone começou também a distribuir o Canal Q, na posição 15.
Actualmente, o Canal Q está na posição 101 na MEO, 70 na NOS e 104 na Vodafone.
Internacionalmente, o Canal Q é emitido em Angola, Moçambique, França, Mónaco, Andorra e Luxemburgo. Tendo produzido, nos últimos anos, cerca de 700 horas de conteúdo original em português.

### Colaboradores frequentes
| Apresentadores - Joana Cruz; - Inês Fonseca; - Ana Galvão; - Miguel Guilherme; - Eduardo Madeira; - Ana Markl; - Nuno Markl; - Joana Marques; - Salvador Martinha; - Vasco Palmeirim; - Vítor Rua; - Rui Unas; - Manuel João Vieira; - Pedro Vieira. | Comentadores - Clara Ferreira Alves; - Joana Capucho; - Joana Amaral Dias; - José de Pina; - Leonor Pinhão; - Rui Ramos. |

## Programação original
Os programas que se seguem tiveram ordem de produção pelo Canal Q.

### Séries
| Título                               | Género       | Data de estreia        | Dia de exibição original | Episódios                                             | Duração | Ref.                 |
| ------------------------------------ | ------------ | ---------------------- | ------------------------ | ----------------------------------------------------- | ------- | -------------------- |
| Filho da mãe                         | Mockumentary | 13 de setembro de 2015 | Domingo (22h30m)         | T1: 8 episódios; T2: 8 episódios.                     | 20 min. | [ 14 ] [ 15 ]        |
| 39 semanas e meia                    | Comédia      | 10 de março de 2015    | Terça-feira (23h30m)     | T1: 6 episódios.                                      | 20 min. | [ 16 ]               |
| Camada de nervos (Nervous breakdown) | Sketch       | 28 de outubro de 2013  | Segunda-feira (00h)      | T1: 14 episódios; T2: 16 episódios.                   | 20 min. | [ 17 ]               |
| Fábrica dos pentes                   | Sitcom       | 7 de abril de 2013     | Domingo (23h)            | T1: 17 episódios.                                     | 20 min. | [ 18 ]               |
| Submersos                            | Minissérie   | 4 de março de 2013     | Segunda-feira (23h)      | T1: 9 episódios.                                      | 20 min. | [ 18 ] [ 19 ]        |
| Vamos à bola, ou quê                 | Sketch       | 12 de outubro de 2012  | Sexta-feira (23h05m)     | T1: 13 episódios.                                     | 30 min. | [ 19 ] [ 20 ]        |
| Felizes para sempre                  | Sitcom       | 7 de junho de 2012     | Quinta-feira (23h)       | T1: 9 episódios; T2: 8 episódios.                     | 20 min. | [ 18 ] [ 21 ] [ 22 ] |
| Ferro activo                         | Sketch       | 14 de maio de 2012     | Segunda-feira (23h40m)   | T1: 8 episódios.                                      | 15 min. | [ 23 ]               |
| Nada de especial                     | Sketch       | 12 de outubro de 2011  | Quarta-feira (22h30m)    | T1: 26 episódios; T2: 13 episódios.                   | 25 min. | [ 24 ]               |
| Uma macacada qualquer                | Sitcom       | 7 de abril de 2011     | Quinta-feira (22h55m)    | T1: 23 episódios.                                     | 50 min. | [ 25 ]               |
| O outro lado dos antípodas           | Sketch       | 3 de abril de 2011     | Domingo (22h30m)         | T1: 16 episódios.                                     | 15 min. | [ 25 ] [ 26 ]        |
| A vida real                          | Mockumentary | 2 de abril de 2011     | Sábado (22h50m)          | T1: 13 episódios.                                     | 5 min.  | [ 26 ]               |
| Portugal alcatifado                  | Sketch       | 30 de março de 2011    | Quarta-feira (22h30m)    | T1: 18 episódios.                                     | 20 min. | [ 25 ] [ 26 ]        |
| Não, não e não                       | Sketch       | 29 de março de 2011    | Terça-feira (22h35m)     | T1: 18 episódios.                                     | 20 min. | [ 26 ]               |
| De perto ninguém é normal            | Sketch       | 27 de outubro de 2010  | Quarta-feira (21h45m)    | T1: 13 episódios.                                     | 5 min.  | [ 27 ]               |
| Voicemail                            | Sketch       | 7 de outubro de 2010   | Quinta-feira (21h45m)    | T1: 22 episódios.                                     | 5 min.  |                      |
| Mudança de voz                       | Comédia      | 4 de outubro de 2010   | Segunda-feira (22h45m)   | T1: 18 episódios.                                     | 10 min. | [ 8 ]                |
| Romancine                            | Novela       | 4 de outubro de 2010   | Segunda-feira (21h45m)   | T1: 16 episódios.                                     | 5 min.  | [ 28 ]               |
| O cómico que se segue                | Sketch       | 3 de outubro de 2010   | Domingo (22h50m)         | T1: 19 episódios.                                     | 5 min.  | [ 29 ]               |
| Isto é o q                           | Sitcom       | 30 de setembro de 2010 | Quinta-feira (22h40m)    | T1: 26 episódios; T2: 17 episódios; T3: 21 episódios. | 20 min. | [ 25 ]               |

### Entretenimento
| Título           | Género     | Data de estreia        | Dia de exibição original | Episódios                                                                                 | Duração | Ref.          |
| ---------------- | ---------- | ---------------------- | ------------------------ | ----------------------------------------------------------------------------------------- | ------- | ------------- |
| Arena da mentira | Game show  | 2 de dezembro de 2015  | Sábado (22h30m).         | T1: 15 episódios.                                                                         | 40 min. | [ 30 ] [ 31 ] |
| Graças a Deus    | Stand-up   | 5 de abril de 2015     | Domingo (22h30m).        | T1: 13 episódios.                                                                         | 20 min. | [ 16 ]        |
| Super adeptos    | Variedades | 9 de setembro de 2014  | Terça-feira (23h).       | T1: 13 episódios.                                                                         | 40 min. | [ 32 ]        |
| Telebaladas      | Música     | 8 de novembro de 2012  | Quinta-feira (23h30m).   | T1: 13 episódios.                                                                         | 30 min. | [ 33 ]        |
| Altos e baixos   | Reality    | 12 de setembro de 2012 | Quarta-feira (00h).      | T1: 24 episódios; T2: 42 episódios; T3: 26 episódios; T4: 52 episódios; T5: 30 episódios. | 30 min. | [ 34 ]        |
| Toca e foge      | Música     | 29 de outubro de 2010  | Quarta-feira (22h40m).   | T1: 25 episódios; T2: N/d; T3: N/d; T4: 17 episódios.                                     | 25 min. | [ 35 ]        |
| Clube da palavra | Poesia     | 5 de junho de 2010     | Sábado (22h35m).         | T1: 43 episódios; T2: 22 episódios; T3: 64 episódios.                                     | 15 min. | [ 36 ]        |

### Talk-shows
| Título                         | Rúbricas | Género            | Data de estreia        | Dia de exibição original | Episódios | Duração | Ref.                 |
| ------------------------------ | --- | ----------------- | ---------------------- | ------------------------ | --- | ------- | -------------------- |
| É a vida Alvim                 | | Late-show         | 20 de outubro de 2014  | Diariamente (00h).       | T1: 445 episódios; T2; Em exibição.                                                                                                   | 50 min. | [ 37 ] [ 38 ] [ 39 ] |
| Esquadrão do amor              | - Estocada final | Entrevista        | 31 de março de 2014    | Segunda-feira (23h05m).  | T1: 64 episódios; T2: 48 episódios.                                                                                                   | 50 min. | [ 40 ]               |
| Nas nuvens                     | | Talk-show         | 9 de outubro de 2013   | Quinta-feira (23h).      | T1: 43 episódios; T2: 22 episódios.                                                                                                   | 30 min. | [ 41 ]               |
| Sem moderação                  | | Debate político   | 20 de maio de 2013     | Segunda-feira (23h).     | T1: 59 episódios; T2: 40 episódios; T3: 45 episódios; T4: Em exibição.                                                                | 50 min. | [ 42 ]               |
| Paradoxo da tangência          | | Entrevista        | 19 de março de 2012    | Terça-feira (23h).       | T1: 20 episódios; T2: 20 episódios; T3: 14 episódios; T4: 10 episódios.                                                               | 30 min. | [ 43 ]               |
| Paraíso                        | | Talk-show         | 5 de fevereiro de 2012 | Domingo (23h).           | T1: 25 episódios. | 35 min. | [ 44 ]               |
| A costeleta de Adão            | - Cláudio e el sexo - Dá-las | Talk-show         | 18 de outubro de 2011  | Terça-feira (23h).       | T1: 69 episódios; T2: 49 episódios.                                                                                                   | 50 min. | [ 18 ] [ 45 ]        |
| Inferno                        | - O incrível consciente - Inimigo público - Inferno de cima - Irmão Lúcia - O melhor de sempre - Posto de comando - Tropicalíssimo | Sátira            | 10 de outubro de 2011  | Diariamente (22h).       | T1: 281 episódios; T2: 271 episódios; T3: 145 episódios; T4: 240 episódios; T5: 263 episódios; T6: (número de episódios desconhecido) | 30 min. | [ 46 ] [ 47 ] [ 48 ] |
| Qi                             | | Talk-show         | 11 de julho de 2011    | Sexta-feira (23h30m).    | T1: 11 episódios. | 50 min. |                      |
| Os culturistas                 | | Magazine cultural | 5 de abril de 2011     | Terça-feira (22h55m).    | T1: 17 episódios. | 50 min. | [ 26 ]               |
| Showmarkl                      | | Late-show         | 7 de outubro de 2010   | Quinta-feira (23h10m).   | T1: 23 episódios. | 50 min. | [ 49 ]               |
| Ah, a literatura               | | Talk-show         | 5 de outubro de 2010   | Terça-feira (22h45m).    | T1: 25 episódios; T2: 24 episódios.                                                                                                   | 30 min. | [ 50 ]               |
| O que fica do que se passa     | | Talk-show         | 5 de outubro de 2010   | Sexta-feira (23h).       | N/d | 50 min. |                      |
| Baseado numa história verídica | | Entrevista        | 2 de outubro de 2010   | Sábado (23h10m).         | T1: 25 episódios; T2: 20 episódios; T3: 62 episódios; T4: 44 episódios; T5: 104 episódios.                                            | 50 min. | [ 51 ]               |
| A história devida              | | Talk-show         | 2 de outubro de 2010   | Sábado (21h45m).         | T1: 19 episódios. | 5 min.  |                      |
| Consultório existencial        | | Talk-show         | 1 de outubro de 2010   | Sexta-feira (22h45m).    | T1: 17 episódios. | 15 min. |                      |
| As orelhas de Spock            | | Magazine cultural | 6 de junho de 2010     | Domingo (22h45m).        | T1: 13 episódios. | 15 min. | [ 52 ]               |
| O inimigo público              | | Sátira            | 3 de junho de 2010     | Quinta-feira (23h30m).   | T1: 32 episódios; T2: N/d; T3: 63 episódios.                                                                                          | 20 min. | [ 26 ]               |
| Ping pong top                  | | Talk-show         | 4 de abril de 2010     | Domingo (22h55).         | T1: 50 episódios. | 50 min. | [ 53 ] [ 54 ]        |
| Mapa                           | | Talk-show         | 9 de abril de 2010     | Sexta-feira (21h45m).    | T1: N/d. | 20 min. | [ 55 ]               |
| Especial                       | | Late-show         | 9 de abril de 2010     | Domingo.                 | T1: 49 episódios; T2: 22 episódios; T3 (Especial Brasil): 4 episódios.                                                                | 50 min. | [ 56 ]               |
| Sacanas sem lei                | | Talk-show         | 1 de abril de 2010     | Quinta-feira (21h45m).   | T1: 49 episódios; T2: 25 episódios; T3: 113 episódios; T4: 11 episódios.                                                              | 50 min. | [ 54 ]               |
| A rede                         | | Sátira            | 29 de março de 2010    | Diariamente (21h50m).    | T1: 221 episódios; T2: 109 episódios.                                                                                                 | 30 min. | [ 54 ] [ 57 ]        |

## Receção

### Audiências
Durante os primeiros seis meses de emissão, o canal Q, disponível apenas na operadora Meo, emitiu para uma média de 35 mil pessoas por noite, segundo dados avançados pela Direção-geral do canal.
Até julho de 2012, as audiências quase quadriplicaram comparando com os valores registados no arranque do projeto, em 2010. Apenas disponível no MEO, houve um aumento de 143% durante o horário nobre, no segundo trimestre de 2012, face ao período janeiro-março. No período a partir das 00h, os números do canal de humor subiram em 131%.

### Prémios e nomeações
A revista Meios & Publicidade, na sua 13.ª edição da cerimónia de prémios de Media, elegeu o Canal Q na categoria de Canal de Entretenimento Nacional.
A edição de 2012 dos IV Troféus de televisão TV 7 Dias nomearam o programa Baseado numa história verídica na categoria de Melhor talk-show. No entanto, o programa Alta definição da SIC viria a ser eleito vencedor.

### Controvérsias
Em maio de 2016, Nuno Markl e José Cid geraram controvérsia a propósito da transmissão de um episódio repetido de Showmarkl (2010). Nesta emissão, em entrevista no talk-show do Canal Q, José Cid teceu considerações que foram entendidas como um insulto a Trás-os-Montes, dizendo que os seus habitantes e cultura não eram representativos de Portugal. Os comentários do músico, geraram indignação nas redes sociais, resultando e cancelamentos de concertos, marcação de manifestação para 11 de junho em Alfândega da Fé, para além de uma petição online com exigência de pedido de desculpas. Insultos a Nuno Markl viriam a desencadear a suspensão da sua página de Facebook. Em comunicado enviado às redações, José Cid viria a pedir desculpas pelos seus comentários depreciativos.
O canal já publicou anúncios onde declarava estar à procura de estagiários não pagos.